# Zaeera pulcherrima
Zaeera pulcherrima är en skalbaggsart som beskrevs av Nonfried 1894. Zaeera pulcherrima ingår i släktet Zaeera och familjen långhorningar. Inga underarter finns listade i Catalogue of Life.